# Sepulcro de don Felipe y doña Juana
El sepulcro de don Felipe y doña Juana, es un monumento funerario de estilo renacentista, realizado en 1518 - 1519 por el escultor Bartolomé Ordoñez para el enterramiento de Felipe I el Hermoso y su esposa Juana de Castilla. Se encuentra en la Capilla Real de Granada, al lado del sarcófago de los Reyes Católicos de Domenico Fancelli.

## Historia
El encargo fue realizado a través del contador mayor de Castilla Antonio de Fonseca, por orden de Carlos I que, con ocasión de la celebración en 1519, del capítulo general de la Orden del Toisón de Oro, en el coro de la catedral de Barcelona, debió de ver allí las obras del escultor y creer que era el indicado para llevar a cabo el mausoleo de sus padres Felipe y Juana, en la Capilla Real de Granada.
El sepulcro se realizó en el taller que disponía el escultor en Carrara (Italia). Cuando estaba en su última fase de ejecución, falleció Ordóñez a principios del mes de diciembre de 1520, quedando, según su testamento: «dispuesto para su envío a España la parte principal del sepulcro». Al llegar a Granada y como aún vivía doña Juana, se guardaron las veinticinco piezas de mármol que constaba el monumento en el Hospital Real. A la muerte de la reina en 1555, todavía no pudo descansar junto a su esposo hasta 1574, ya que el cabildo catedralicio de Granada estaba en contienda pretendiendo la conexión a la seo de la Capilla Real. A punto estuvieron los cuerpos reales de ser trasladados al panteón de El Escorial. Por fin el año 1602, se decidió la colocación del cenotafio al lado del sepulcro de los Reyes Católicos, aunque sus restos como los de Fernando e Isabel, se encuentran en unos féretros en la cripta situada debajo de los sepulcros.

## Descripción
Para su traza, Ordóñez se inspiró claramente en el esquema de Fancelli, pero haciendo unos cambios con los que consiguió, según Gómez-Moreno: «una de las más singulares creaciones de su siglo». Se encuentra colocado junto al de los Reyes Católicos y frente el altar realizado por Felipe Bigarny. Se trata de un sepulcro doble, realizado con mármol blanco de Carrara, con las paredes del túmulo con verticalidad en sus costados, sobre el que se encuentra otro piso con el sarcófago exento y por encima de éste las figuras yacentes reales a tamaño un poco menor que el natural.
- Primer piso. En este primer cuerpo, el zócalo se encuentra decorado con imágenes dentro de hornacinas avenaradas y entre columnas, representando las virtudes, en el lado de la reina, la justicia, la prudencia, la paciencia y la templanza y en el lado del rey, la fe, la esperanza, la caridad y la fortaleza. También las alegorías de la filosofía y la aritmética en la parte de la cabecera y la lógica y la gramática en los pies. Los cuatro relieves centrales uno en cada frente, demuestran un oficio de gran maestría en el tallado de mármol; están compuestos dentro de unos medallones y representan escenas religiosas de la Natividad, Epifanía, Oración en el Huerto y el Descendimiento. En las cuatro esquinas, realizó el escultor, unos grifos femeninos muy conseguidos con los símbolos de la orden del Toisón de Oro y la divisa de los Reyes Católicos.
- Segundo piso.

En el borde de este segundo piso, se encuentra en los laterales cuatro imágenes exentas de san Miguel, san Juan Evangelista y destacan por su perfección la de san Andrés y la de san Juan Bautista. Sobre esta repisa del segundo piso se encuentra los sarcófagos completamente ornados con elementos renacentistas.
- Yacentes.

Equilibrio entre forma bella y serenidad alcanza el escultor, en esta escultura de la representación de la reina con un rostro idealizado, las vestiduras son a la moda borgoña con un rico collar sobre su pecho, sostiene con ambas manos el cetro real y tiene la cabeza apoyada sobre dos almohadones de finos bordados.
Felipe aparece como dormido, sosteniendo una espada con las manos y viste armadura y dalmática donde se aprecian blasones de los diferentes reinos hispánicos. Luce sobre su pecho el collar del Toisón de Oro.
Bajo los pies de la pareja real, están vigilantes un león y una leona y un poco más abajo se encuentra el epitafio:

Privados de vida, supervivientes de la fama, cubre este sepulcro a Felipe Rey de las Españas, el primero tanto en el nombre como en la dinastía austríaca, a quien la muerte, armada con su guadaña, al haberlo encontrado maduro en virtudes, segó joven por creerlo un anciano (murió el año del Señor 1506 a los 28 años de edad), y a Juana, su esposa, a la que todas las reales estirpes de Castilla, León y Aragón dieron esplendor (murió el año 1555 a los 75 años de edad). ¿Para qué más? De la unión de ambos brilló para el mundo el Serenísimo Emperador Carlos V, el cual erigió a sus padres este monumento.